# Contrarrevolución húngara (1918-1920)
La contrarrevolución húngara de 1918-1920 fue un proceso de lucha contra los Gobiernos revolucionarios húngaros surgidos tras la Primera Guerra Mundial que culminó, tras la derrota de la República Soviética Húngara a manos de los ejércitos rumanos, con la toma del poder por parte del movimiento conservador y reaccionario. Se abolió entonces la república volviéndose a instaurar la monarquía que permaneció hasta 1944 en manos de un regente. Una dura represión de los sospechosos de haber sido favorables a los Gobiernos revolucionarios conocida como «terror blanco» se extendió por el país antes de que el nuevo régimen se estabilizase en un remedo del antiguo sistema aristócrata-burgués que había dominado Hungría antes de la guerra mundial.
La derrota austrohúngara en la Primera Guerra Mundial llevó a la disolución el Imperio y a la proclamación de la independencia húngara en noviembre de 1918. La alianza de alta nobleza y baja nobleza (funcionarios, oficiales...) con la escasa clase media burguesa había controlado la política, la economía y la sociedad húngaras anteriores a la guerra, y se oponía a los cambios políticos y sociales que pusiesen en peligro este control. La posterior proclamación de la república soviética en marzo de 1919 llevó a un notable exilio de miembros de las clases medias y altas, bien a Austria o a las zonas meridionales bajo ocupación francesa (Szeged). Allí se reunieron con otros refugiados que huían no del Gobierno comunista de Budapest, sino de los territorios arrebatados por los países vecinos. La mayoría pasó a apoyar a los movimientos extremistas de derecha que prometían la recuperación de los territorios perdidos y la vuelta al orden social anterior, en el que muchos de los refugiados habían disfrutado de una posición privilegiada.
Mientras que en Szeged el movimiento contrarrevolucionario quedó en manos de la baja nobleza de ideas ultraderechistas, la dirección del vienés pasó a la alta nobleza y a la baja nobleza tradicionalista y reaccionaria del norte y oeste de Hungría. Tanto los contrarrevolucionarios refugiados en Viena como los de Szeged trataron de lograr la intervención armada de la Entente contra el Gobierno socialcomunista de Budapest, en vano. Tras sucesivos fracasos a comienzos de junio, se abandonaron los intentos de establecerse en Hungría pasando desde Austria y la principal actividad contrarrevolucionaria comenzó a desarrollarse desde Szeged. La importancia de Szeged en el movimiento contrarrevolucionario se debía a su situación —cercana a las zonas bajo control rumano y yugoslavo— y a hallarse bajo ocupación militar francesa, fuera del alcance de los ejércitos de los países vecinos, por lo que sirvió de refugio a gran número de desplazados. En mayo la ciudad recibió numerosos refugiados del territorio controlado por la república tras los sucesivos fracasos de los intentos de derrocar a los comunistas y de la creación del aparato de seguridad republicano. Muchos oficiales pasaron de Austria a Szeged en estas fechas. Los franceses mantuvieron una actitud ambigua respecto del Gobierno contrarrevolucionario creado por indicación suya el 5 de mayo de 1919 en Arad presidido por el conde Gyula Károlyi y protegido por sus tropas. El Gobierno se convirtió temporalmente en un agente francés en la región, disponible para sustituir al comunista en caso de su derrota y útil para limitar la influencia de otras potencias en la zona, a la vez que moderaba las aspiraciones de sus teóricos aliados serbios y rumanos. Sin embargo, el escaso tamaño del Ejército Nacional no inquietó a Budapest. Los franceses prohibieron las levas, de manera que el nuevo Ejército hubo de formarse únicamente con voluntarios, que no alcanzaron un número notable, además de excluir prácticamente a los trabajadores, el campesinado y gran parte de la clase media local.
El Gobierno que tomó el relevo de Károlyi lo encabezó Dezsö Ábrahám y era más moderado. El exalmirante austrohúngaro Miklós Horthy pasó a dirigir independientemente las tropas, aunque no rompió con el gabinete de Ábrahám formalmente hasta el 9 de agosto. Sus objetivos y sus modos, claramente reaccionarios, hacían que su atractivo se limitase a una clase social restringida: nobleza, baja nobleza, oficiales y funcionarios, especialmente a los refugiados de estas categorías. La escasez de reclutas y la abundancia de oficiales hizo necesaria la formación de unidades formadas únicamente por estos que, a la vez que unidades de elite, también fueron las responsables de gran parte de las atrocidades cometidas por el Ejército.
Tras la derrota del Gobierno comunista a manos del ejército rumano el 1 de agosto, el Ejército Nacional se puso en marcha para tratar de ocupar el vacío de poder. Béla Kun había cedido el poder a un Gobierno exclusivamente socialista moderado. Sin el respaldo de los Aliados y sin controlar fuerza armada alguna, cayó a los pocos días ante un golpe de mano de un grupo de contrarrevolucionarios de la capital, encabezados por el exministro de Mihály Károlyi István Friedrich. Este no logró tomar el control del Ejército Nacional, que seguía firmemente en manos de Horthy, al que se nombró comandante en jefe del Ejército, pero al que no logró subordinar.
La presión de Horthy y sus partidarios hizo que Friedrich abandonase la presidencia del nuevo Gobierno de coalición, formado por insistencia de los Aliados. Este nuevo gabinete tenía como principal objetivo la celebración de elecciones, en las que ambas fracciones contrarrevolucionarias, la de Friedrich con apoyo de la antigua alta nobleza y la burguesía urbana, y la más radical en torno a Horthy, trataron de alcanzar el poder en el nuevo Parlamento. Con el control del Gobierno y de los cuerpos de seguridad del Estado, la victoria de los partidos de derecha quedó asegurada en las votaciones. Descartada la restauración de los Habsburgo, ante el temor de un golpe de Estado o de una guerra civil, el conde Apponyi retiró su candidatura legitimista a la regencia y, tras duros debates, los dos partidos de la derecha decidieron votar a favor de Horthy. Los más radicales, sin embargo, quedaron pronto desilusionados con el regente, que poco a poco fue acercándose a sus antiguos adversarios conservadores y alejándose de los extremistas que le habían ayudado a alcanzar el puesto. Con el nombramiento de Pablo Teleki como presidente del Gobierno, comenzó el fin del periodo contrarrevolucionario y la vuelta a un modelo de gobierno más parecido al de antes de la guerra mundial. En abril de 1921, Esteban Bethlen sustituyó a Teleki. Con su llegada al frente del Consejo de Ministros se inició el periodo de estabilización conservadora que marcó la década.

## Antecedentes
La derrota austrohúngara en la Primera Guerra Mundial llevó a la disolución el Imperio y a la proclamación de la independencia húngara en noviembre de 1918. Las tensiones creadas por el conflicto mundial y la anterior industrialización, además de los problemas estructurales —problemas de nacionalismo, diferencias de poder entre las comunidades del imperio, sistema de gobierno autoritario...— aseguraron el desmembramiento del país. La independencia ansiada por parte de la nobleza y la burguesía de origen noble (no comercial o industrial en su mayoría) magiares trajo, sin embargo, grandes cambios políticos, sociales y económicos que les fueron desfavorables. El país, subdesarrollado y principalmente rural, contaba con cerca de un 60 % de población campesina, un 15 % de terratenientes —incluidos pequeños propietarios— y un 20 % de trabajadores urbanos —aunque solo la mitad de esta cifra eran mineros u obreros industriales, que incluía también al servicio doméstico o los jornaleros urbanos—.

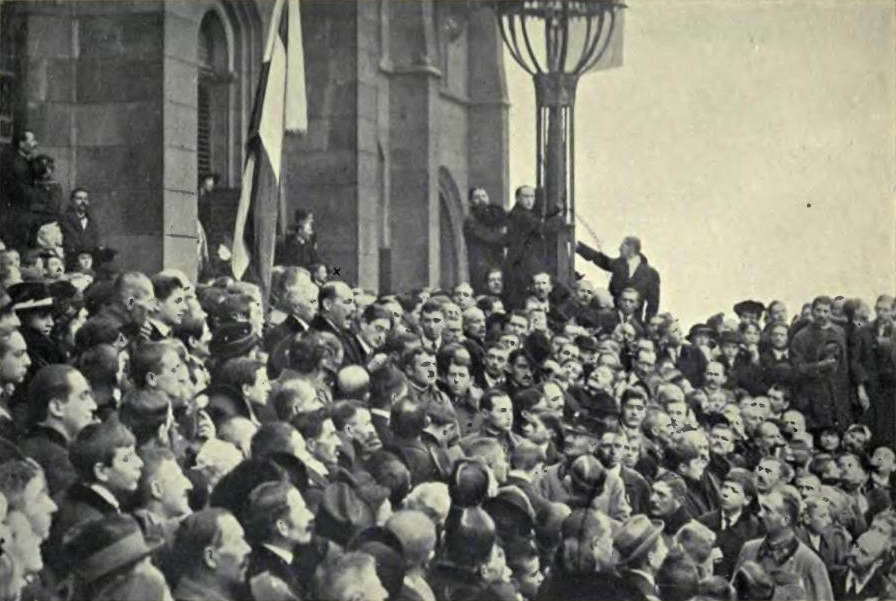
Proclamación de la república el por Mihály Károlyi. La incapacidad de su gobierno para realizar reformas profundas y para mantener la unidad territorial frente a los vecinos causaron la proclamación de la República Soviética Húngara y el reforzamiento de los elementos contrarrevolucionarios.

La clase media magiar provenía en gran medida, a diferencia de la de otros países, de la baja nobleza que había abandonado sus antiguas residencias señoriales en las provincias, a menudo en regiones con población mayoritariamente no magiar, para pasar al funcionariado en vez de al comercio y a la industria. El resto lo formaban sobre todo personas de origen alemán y judío asimiladas, que eran mayoritarias en el comercio y la industria. La alianza de alta nobleza y baja nobleza (funcionarios, oficiales...) con la escasa clase media burguesa controlaba la política, la economía y la sociedad húngaras anteriores a la guerra, y se oponía a los cambios políticos y sociales que pusiesen en peligro esta supremacía. La guerra mundial y la derrota supusieron un durísimo golpe a este dominio, que pasó temporalmente a las fuerzas reformistas que proclamaron la república.
Al comienzo del periodo republicano, las fuerzas reaccionarias y conservadoras parecían derrotadas y desacreditadas; el poder estaba entonces en manos de la izquierda reformista. Los sucesivos fracasos internos (falta de reformas profundas que satisficiesen a los más radicales de la izquierda) y externos (incapacidad del Gobierno de Mihály Károlyi para obtener el reconocimiento internacional y mantener la unidad territorial o detener los avances de los países vecinos), debilitaron progresivamente a esta, permitiendo por una parte el traspaso de poder a una alianza social-comunista en marzo de 1919 y el resurgimiento parcial de las antiguas clases privilegiadas.

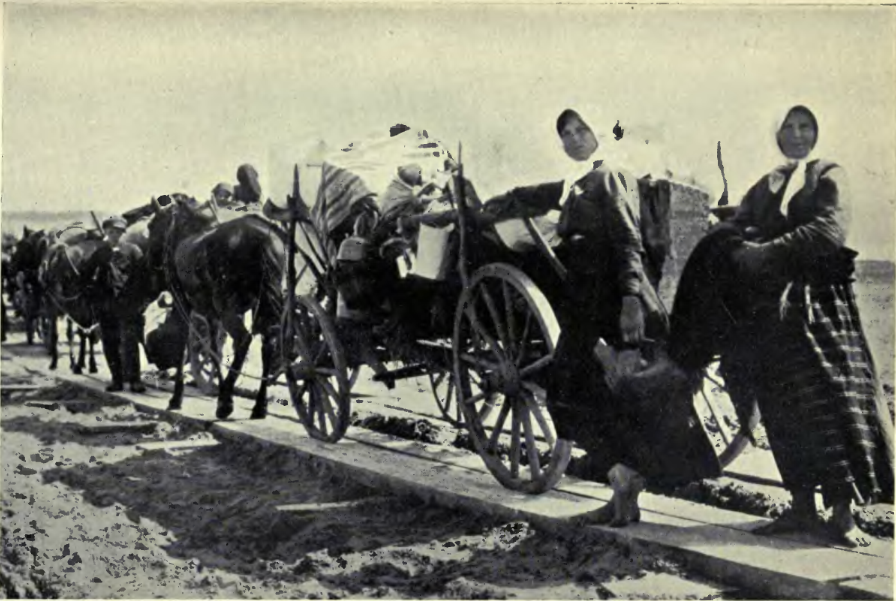
Refugiados huyendo. La mayoría de los refugiados pertenecían a las clases altas y medias que habían perdido su posición privilegiada en los territorios tomados por las naciones vecinas y en el resto del país por las revoluciones. Alentaron el proceso contrarrevolucionario con la esperanza de recuperarla.

La proclamación de la república llevó a un notable exilio de miembros de las clases medias y altas, bien a Austria o a las zonas meridionales bajo ocupación francesa. Allí se reunieron con otros refugiados que huían no del Gobierno comunista de Budapest, sino de los territorios arrebatados por los países vecinos, donde las antiguas minorías habían tomado el poder político. Estos dos grupos de desplazados formaron la base principal del movimiento contrarrevolucionario que pretendía la eliminación del Gobierno comunista de Budapest y la recuperación de los territorios perdidos a manos de las naciones vecinas. Controlados por una combinación de aristócratas, funcionarios y oficiales, los primeros comités contrarrevolucionarios fueron de tamaño reducido. Para los refugiados la «crisis nacional» debía tener prioridad sobre cualquier reforma social o económica, a las que en general se oponían. La antigua clase dirigente, los terratenientes y capitalistas industriales y comerciales se opusieron desde el primer momento a la nueva república socialista.
La crisis de la posguerra, con cientos de miles de refugiados regresando del frente o huyendo de los territorios bajo control de los países vecinos, aceleró la radicalización del movimiento contrarrevolucionario. Las ciudades cercanas a las líneas del armisticio y la capital aumentaron su población enormemente y las autoridades se vieron incapaces de hacer frente al problema de atención a los refugiados ante el caos económico, que les privó de recursos. Faltos de asistencia, cobijo, alimento y ocupación, los refugiados se convirtieron pronto en elementos radicales que exigieron el regreso a su anterior situación. La mayoría comenzó a apoyar a los movimientos extremistas de derecha que prometían la recuperación de los territorios perdidos y la vuelta al orden social anterior, en el que muchos de los refugiados habían disfrutado de una posición privilegiada.

## Viena y Szeged

Hungría en la primavera de 1919. La zona de ocupación franco-yugoslava (en verde) fue uno de los focos de reunión de los contrarrevolucionarios, junto con Austria.

Cada intento fallido de derrocar al Gobierno de Béla Kun aumentaba el número de refugiados húngaros en Austria y en la zona bajo ocupación francesa alrededor de Szeged. Todas las clases sociales y posturas políticas se encontraban en ambos lugares, desde aristócratas y baja nobleza hasta trabajadores y campesinos, de conservadores a socialistas. Se calcula en unos cien mil los refugiados húngaros en Austria, de los que unos diez o quince mil eran oficiales del Ejército. No había unidad entre los refugiados ni una postura política que defendiesen en común, siendo además los refugiados en Austria generalmente menos radicales que los agrupados en Szeged. La aristocracia, la nobleza convertida en funcionarios y los oficiales del Ejército controlaban la política de los refugiados tanto en Austria como en Szeged.
En general la aristocracia y baja nobleza acogidas en Austria provenían de las regiones occidentales de Hungría y de los territorios eslovacos y eran más cosmopolitas, ricas, habituadas al trato con el Gobierno imperial de Viena, católicas, monárquicas y conservadoras. Los aristócratas establecidos en Szeged provenían sobre todo de Transilvania, eran más radicales, pobres, con una tradición calvinista, de oposición al Gobierno de Viena y una visión del mundo más provinciana, pero más liberal. La alta nobleza de ambos polos contrarrevolucionarios defendía la vuelta al antiguo sistema social y político, y la recuperación de los territorios perdidos a manos de los países vecinos, de donde procedían muchos de ellos.
La baja nobleza coincidía solo en parte en sus objetivos con la alta nobleza, dando más importancia a la recuperación del Estado que a la vuelta al sistema social. Esto se debía a que ocupaban gran parte de los puestos del funcionariado antes de la revolución. Parte de esta nobleza convertida en clase media estatalista incluso defendía ideas de un vago socialismo populista.
A pesar de los diferentes objetivos de la alta nobleza y de la clase media aristócrata, el derrocamiento del Gobierno comunista unificó temporalmente a ambos grupos. Las medidas gubernamentales (purga del funcionariado y expropiaciones de castillos, mansiones, apartamentos, cuentas corrientes o joyas) radicalizaron a la antigua elite social en contra del Gobierno. Quizá hasta un 20 % de la aristocracia magiar había abandonado el país para comienzos de la primavera de 1919.

### Los contrarrevolucionarios en Austria y el Comité Antibolchevique

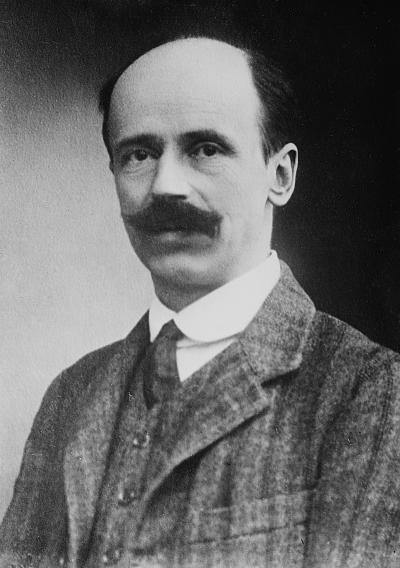
El conde Esteban Bethlen de Bethlen, noble transilvano y cabeza del Comité Antibolchevique vienés, más tarde primer ministro durante gran parte de la década de 1920.

Mientras que en Szeged el movimiento contrarrevolucionario quedó en manos de la baja nobleza de ideas ultraderechistas, la dirección del vienés pasó a manos de la alta nobleza y de baja nobleza tradicionalista y reaccionaria del norte y oeste de Hungría.
El 12 de abril de 1919, se formó el «Comité Antibolchevique» (Comité de l'ordre et antibolsheviste hongrois) para tratar de unificar a los exiliados contrarrevolucionarios. La organización agrupaba a miembros de los desaparecidos partidos húngaros de antes de la guerra, así como a miembros de la corriente más conservadora del partido de Károlyi. Lo dirigía el conde transilvano Esteban Bethlen, y la gran mayoría de sus líderes eran aristócratas. La sede del comité se instaló en un palacio de un noble austriaco con intereses personales en Hungría y favorable al movimiento. A pesar de proclamarse sucesor de una alianza de partidos de centroderecha nacionalista, estuvo dominado desde el comienzo por los aristócratas y la baja nobleza.

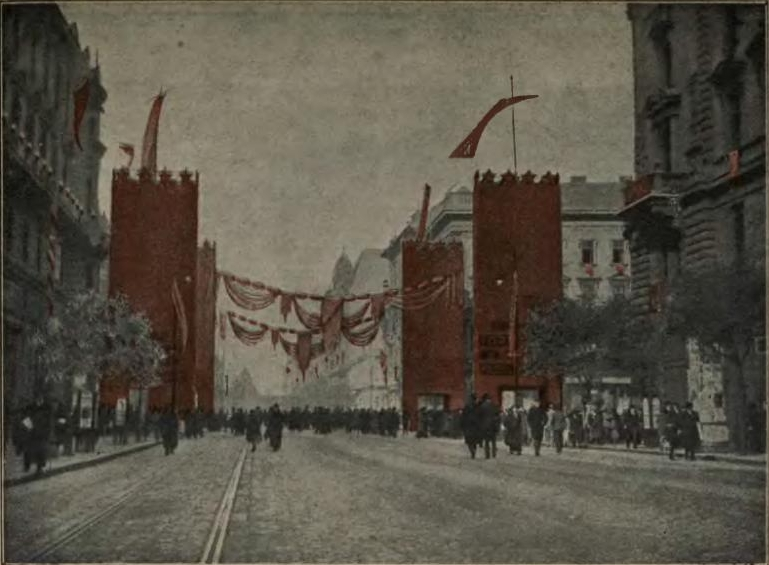
Celebración del Primero de Mayo en Budapest, 1919. Los intentos de los contrarrevolucionarios de derrocar el régimen comunista desde Austria en la primavera de 1919 fueron infructuosos.

Al comienzo Bethlen trató de convencer a la Entente de que debía derrocar al Gobierno comunista húngaro, ofreciéndose a formar uno contrarrevolucionario de coalición, incluyendo incluso a socialistas y liberales, que tomaría el poder tras la eliminación de los comunistas. Se comprometió a celebrar elecciones con sufragio universal. Su propuesta y la solicitud de un crédito para el sostenimiento del Gobierno y la creación de un pequeño ejército fueron rechazadas por las potencias. Estas recelaban del carácter reaccionario de la organización de Bethlen y dudaban de la capacidad de sostenerse autónomamente en Hungría sin su ayuda, además de negarse a imponer directamente un Gobierno al país. Tanto los contrarrevolucionarios refugiados en Viena como los de Szeged trataron de lograr la intervención armada de la Entente contra el Gobierno socialcomunista de Budapest.
Sin apoyo financiero Aliado, el movimiento contrarrevolucionario se sostuvo gracias a préstamos, contrabando y, principalmente, al robo de ciento cuarenta millones de coronas del Bankgasse que el Gobierno de Budapest había enviado a la embajada en Viena y que entre el 2 y el 3 de mayo un grupo de oficiales consiguió asaltando las instalaciones del banco. El oficial que dirigió el asalto se quedó con la mayor parte del botín, creando una facción rival a la de Bethlen, partidaria de la toma directa del poder mediante la invasión del país, a diferencia de Bethlen, que prefería que los Aliados se deshiciesen del Gobierno de Kun.
El intento de invasión fue un fracaso total: logró únicamente el apoyo de cuarenta y cuatro hombres de los diez mil oficiales y veinte mil veteranos presentes por entonces en Viena, que fueron detenidos por el Ejército austriaco después de un breve tiroteo en las cercanías de la frontera. Tras este revés, los contrarrevolucionarios iniciaron conversaciones con los grupos de ultraderecha austriaca para recabar su apoyo, además de fomentar un movimiento separatista esloveno en Prekmurje que les pudiese servir más tarde como base territorial donde instalarse. Estos planes tampoco dieron fruto y el levantamiento fue aplastado; se internó a los rebeldes en el campo de Feldbach, de donde más adelante saldrían gran parte de los reclutas favorables a la restauración de Carlos I de Austria y IV de Hungría en 1921.
Tras los sucesivos fracasos a comienzos de junio, se abandonaron los intentos de establecerse en Hungría pasando desde Austria y la principal actividad contrarrevolucionaria pasó a desarrollarse desde Szeged. Las autoridades yugoslavas permitieron la cooperación entre los grupos de Viena y Szeged a través de su territorio, con el beneplácito de los mandos franceses.

### Los Gobiernos de Szeged

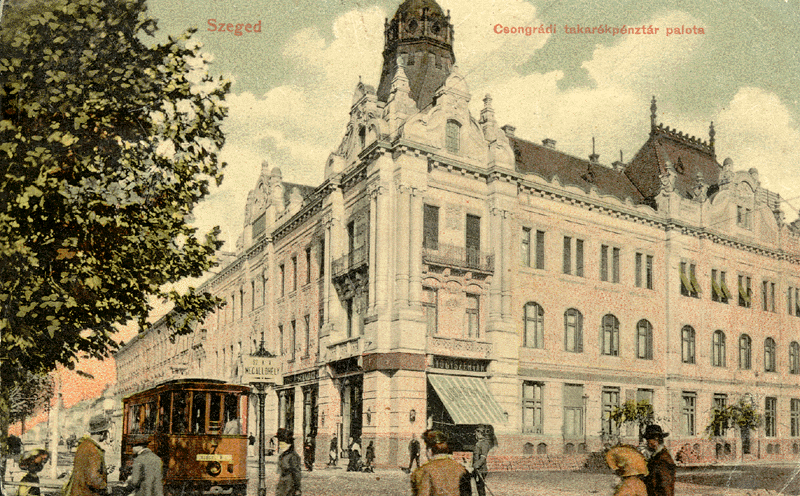
Szeged a comienzos del siglo XX. Controlada inicialmente por los liberales, Szeged se convirtió en centro del movimiento contrarrevolucionario gracias al fracaso de los refugiados en Austria en deponer a los comunistas, por su situación geográfica propicia para el acogimiento de los refugiados, y la ocupación francesa, que la protegía de las tropas de los países vecinos y del gobierno de Béla Kun.

La importancia de Szeged en el movimiento contrarrevolucionario se debía a su situación —cercana a las zonas bajo control rumano y yugoslavo— y a hallarse bajo ocupación militar francesa, fuera del alcance de los ejércitos de los países vecinos, por lo que sirvió de refugio a gran número de desplazados de Transilvania, el Banato y la Voivodina. El 29 de marzo de 1919, el mando francés disolvió el directorio comunista que había tomado el control de la ciudad tras la proclamación de la república soviética el 21 del mismo mes. Legalmente aún bajo el Gobierno de Budapest, a partir de entonces la ciudad quedó bajo control militar francés.

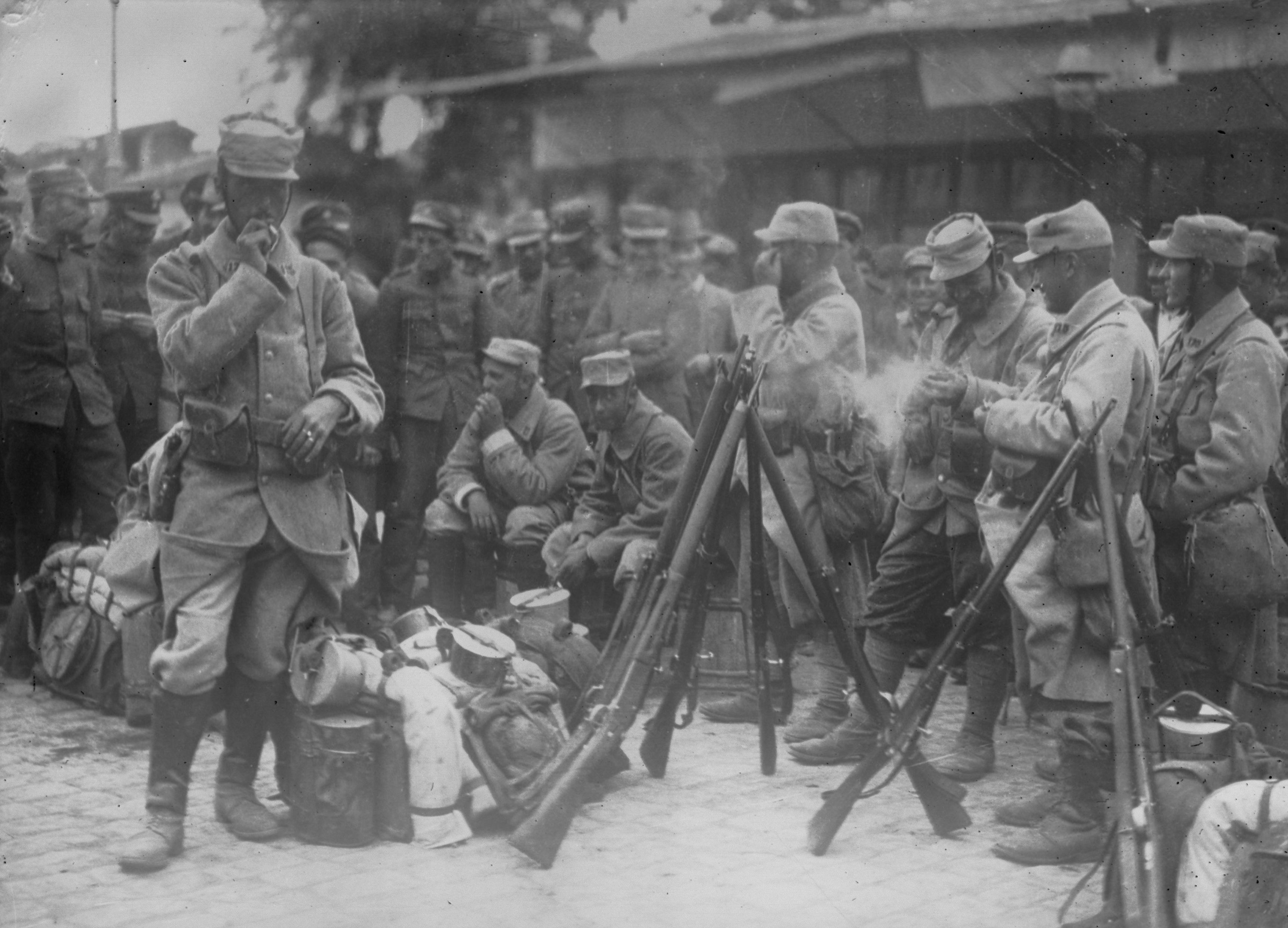
Tropas francesas en Salónica. El control militar francés de Szeged permitió la formación del gobierno y ejército contrarrevolucionarios.

Al comienzo la ciudad quedó regida por el antiguo ayuntamiento, que incluía a liberales y judíos. Sin embargo, la llegada creciente de refugiados, la mayoría de ideología contrarrevolucionaria, hizo que poco a poco la política local pasase a manos de los ultraderechistas. A mediados de abril, con la nueva ofensiva rumana que destrozó a la división Székely, el número de refugiados transilvanos, de ellos numerosos oficiales, creció. En mayo la ciudad recibió gran cantidad de refugiados del territorio controlado por la república tras los sucesivos fracasos de los intentos de derrocar a los comunistas y de la creación del aparato de seguridad encabezado por Tibor Szamuely. Muchos otros oficiales pasaron de Austria a Szeged en estas fechas.
Los franceses mantuvieron una actitud ambigua respecto al Gobierno contrarrevolucionario: creado por indicación suya el 5 de mayo de 1919 y protegido por sus tropas, se había formado en Arad. La composición original también había quedado bajo control francés: debía ser moderado, anticomunista y de coalición, incluyendo a los liberales. El traslado de Arad, aislado por yugoslavos y rumanos, a Szeged el 28 de mayo, así como el paso de muchos refugiados de Austria a Szeged, también fue obra de los franceses. La formación del nuevo Ejército Nacional al mando del antiguo almirante austrohúngaro Miklos Horthy también se realizó por idea suya. Fue Gyula Gömbös, sin embargo, el que se hizo con el control de los cuarteles de Szeged en 7 de mayo y poco después, con el del resto de la ciudad. El objetivo del nuevo Gobierno, además de crear un nuevo Ejército, era el de derrocar al soviético de Budapest. El mismo día de su instalación en Szeged, el conde Gyula Károlyi se había ofrecido a los mandos franceses a reclutar una fuerza de trescientos hombres que debía atravesar las líneas soviéticas y alcanzar Budapest, seguida de las unidades francesas. Al día siguiente, Károlyi proclamó un gabinete presidido por él mismo, con el erudito conde Pablo Teleki como ministro de Exteriores y el capitán Gömbös —veterano del Estado Mayor— como subsecretario de Guerra; el puesto de ministro de esta cartera lo ocupó pocos días después el antiguo edecán del emperador Francisco José, el almirante Horthy. El 31, el Consejo de Ministros prometió celebrar elecciones con sufragio universal y establecer un Gobierno constitucional, lo que no le sirvió para granjearse la confianza de los franceses que, no obstante, toleraron su existencia.
Los franceses no reconocieron al nuevo Gobierno del conde Károlyi —al que tildaban de reaccionario y en el que, sostenían, existían «elementos germanófilos»—, restringieron el crecimiento del nuevo Ejército y vetaron un ataque contra el Gobierno de Budapest, que los contrarrevolucionarios no podían realizar sin financiación y armamento franceses. El Gobierno se convirtió temporalmente en un agente francés en la región, disponible para sustituir al Gobierno comunista en caso de derrota y útil para limitar la influencia de otras potencias en la zona, a la vez que moderaba las aspiraciones de sus teóricos aliados serbios y rumanos. El escaso tamaño del Ejército Nacional no inquietó a Budapest.
Gracias al apoyo francés, el Gobierno yugoslavo mantuvo relaciones amistosas con el de Szeged y llegó a reconocerlo en el verano de 1919 poco antes de la caída del Gobierno comunista en Budapest. Durante la primavera, sin embargo, los diversos intentos de los contrarrevolucionarios de  Viena y Szeged para lograr el apoyo yugoslavo y el permiso de Belgrado para formar unidades en Baranya no habían tenido éxito y los yugoslavos habían comunicado a Budapest su intención de no intervenir militarmente. Las relaciones con el Gobierno de Bucarest, sin embargo, fueron malas. Károlyi era un terrateniente transilvano —primo del anterior primer ministro—, como lo eran muchos de los miembros de su gabinete. Entre el 3 y el 22 de mayo, el nuevo Consejo de Ministros estuvo arrestado por las autoridades rumanas, que solo lo liberaron por la presión francesa. Más tarde la actitud rumana se suavizó y Bucarest propuso la subordinación de las tropas de Szeged al Ejército rumano para luchar contra el régimen comunista, pero las negociaciones entre las dos partes fracasaron, a pesar del respaldo francés.
Estos tampoco lograron mantener el carácter moderado del Gobierno, que se fue escorando a la derecha, en parte por la presión de los refugiados, radicales y opuestos a la cooperación con liberales y socialistas. Tanto franceses como británicos consideraban al Gobierno de Szeged reaccionario, a pesar de sus promesas de democracia, pero compartían su antibolchevismo. Rechazaban asimismo las luchas intestinas entre las distintas corrientes y grupúsculos contrarrevolucionarios, con las que esperaban que Károlyi pudiese acabar.

## Crisis de la república soviética
La crisis económica, diplomática y militar a finales de mayo y principios de junio redujo el apoyo popular a la república soviética. La retirada en junio de los territorios eslovacos (la «Alta Hungría») puso en cuestión la capacidad del Gobierno para defender el territorio y alienó a parte de los refugiados, intelectuales y oficiales. Muchos de estos últimos comenzaron a simpatizar activamente con el Gobierno rival de Szeged, cuyas fuerzas crecieron. A finales de junio, grupos clandestinos de oficiales, infiltrados incluso en el Estado Mayor, conspiraban para derrocar la república mediante un golpe de Estado. Para entonces, algunas medidas del Gobierno de Budapest, como la nacionalización de empresas o de grandes fincas —sin distribuir estas entre los labradores—, el fin de los derechos civiles o el uso del terror habían minado el apoyo popular a la república soviética.

## El Ejército Nacional

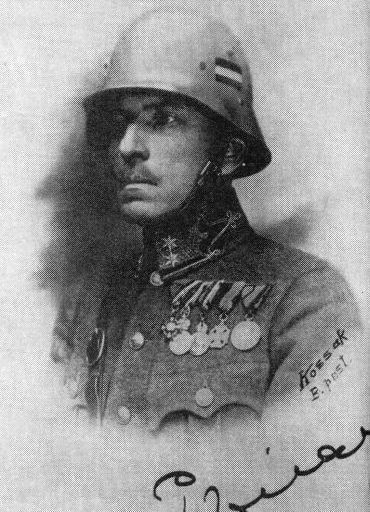
Pál Prónay, comandante de uno de los destacamentos de oficiales que abundaron en el Ejército Nacional. Tropas de elite, también perpetraron la mayor parte de las atrocidades contra la población civil sospechosa de haber simpatizado con los revolucionarios o por ser judía.

Los franceses prohibieron la leva de manera que el nuevo Ejército hubo de formarse únicamente con voluntarios, que no alcanzaron un número notable, además de excluir prácticamente a los trabajadores, el campesinado y gran parte de la clase media local. La mayoría de los voluntarios —alrededor de dos tercios— eran refugiados, y entre un tercio y la mitad del ejército (unos seis mil seiscientos hombres al comienzo) eran oficiales, siendo el porcentaje de gendarmes también muy elevado. El Ejército reunió a los elementos más radicales de Hungría, tanto de las zonas bajo control comunista como de los territorios bajo control de los Estados vecinos. Los mandos franceses se negaron el 6 de junio a entregar armamento húngaro requisado para armar varias unidades que el gabinete de Károlyi deseaba formar. Así, la primera unidad, minúscula, formada exclusivamente por oficiales y acaudillada por el ultraderechista capitán Pál Prónay, tardó varias semanas en crearse, el 15 de junio. La actitud francesa cambió el 25 de junio con la llegada a la ciudad del general Louis Franchet d'Esperey, que prometió armamento a Károlyi y permitir el aumento del reclutamiento, aunque no tolerar el avance de las unidades en territorio húngaro.
Los franceses, de los que el Gobierno revolucionario dependía, especialmente en asuntos militares, veían con malos ojos la composición radical de aquel, llegándose a temer el arresto del Consejo de Ministros por parte de las tropas francesas. Los intentos de los radicales, incluyendo los del futuro primer ministro Gyula Gömbös, de dar un aspecto más moderado al gabinete y de obtener el respaldo de los liberales fracasaron. Ante el empeoramiento de la relación entre franceses y húngaros, el 12 de julio desaparecieron del Gobierno sus miembros peor considerados por los primeros, como el propio primer ministro, Gyula Károlyi —cesado el día 5—, Miklos Horthy o Gömbös. Este fue expulsado de Szeged, pero Horthy mantuvo el control del Ejército al ser nombrado comandante en jefe a la vez que perdía su ministerio.
El nuevo Gobierno que tomó el relevo de Károlyi lo encabezó Dezsö Ábrahám y era más moderado, mejorándose las relaciones con los franceses y la población local, pero al precio de perder paulatinamente el respaldo de los elementos más radicales, que se fueron reuniendo alrededor de Horthy y del Ejército, que el Gobierno dejó de controlar. Horthy pasó a dirigir independientemente las tropas, aunque no rompió con el gabinete formalmente hasta el 9 de agosto. Él, junto con Gömbös, fueron los principales organizadores tanto del Ejército Nacional como de los destacamentos de oficiales. Gömbös presidía la Asociación para la Defensa Nacional Húngara (MOVE), la asociación de veteranos de guerra.
El nuevo Ejército, una formación al servicio de los intereses de la nobleza, tenía tres objetivos fundamentales:
- La derrota del Gobierno comunista.
- La recuperación del poder para la elite que lo había detentado hasta la proclamación de la república a finales de 1918.
- La recuperación de los territorios a manos de los Estados vecinos.

Sus objetivos y sus modos, claramente reaccionarios, hacían que su atractivo se limitase a una clase social restringida: alta aristocracia, baja nobleza, oficiales y funcionarios, especialmente a los refugiados de estas categorías. Al comienzo, sin embargo, no se creyó necesario crear un gran ejército, ya que debían ser los Aliados quienes acabasen con el Gobierno de Béla Kun, siendo una fuerza testimonial suficiente para acompañar a aquellas. Una vez que los franceses dejaron claro su negativa a derrocar a los comunistas el crecimiento del ejército se tornó importante, pero fue impedido por la renuencia de los franceses para apoyarlo, la falta de financiación suficiente y la escasez de reclutas.
La escasez de reclutas y la abundancia de oficiales hizo necesaria la formación de unidades compuestas únicamente por estos que, a la vez que unidades de elite, también fueron las responsables de gran parte de las atrocidades cometidas por el Ejército. Formaban asimismo la sección más radical del movimiento contrarrevolucionario centrado en Szeged. La mayoría de sus miembros provenían de la baja nobleza que había pasado a depender del control de la burocracia estatal para su sostenimiento y como fuente de su poder. La pérdida de su posición privilegiada por la toma de parte de sus antiguos territorios por los países vecinos y en el centro de Hungría por las revoluciones les hacía extremadamente hostiles a ambos. Tanto las tres principales unidades paramilitares creadas en Szeged como las seis compañías formadas en la ciudad durante el verano estaban mandadas por aristócratas, símbolo de su importancia en el movimiento contrarrevolucionario.
Uno de los destacamentos de oficiales, el de Pál Prónay, se convirtió en el principal representante militar de los partidarios de Miklos Horthy y formó un servicio de información y seguridad oficioso que controlaba el territorio, llevando a cabo tareas de contraespionaje, seguridad e intimidación de los posibles partidarios del Gobierno de Budapest, incluyendo entre sus métodos la tortura de los detenidos. Las protestas francesas por los desmanes de Prónay no surtieron efecto. La unidad contaba con un gran porcentaje de nobles, síntoma de la radicalización de esta clase social en el posguerra.

## El Gobierno de Ábrahám
Al perder el control de las tropas el Gobierno de Ábrahám, formado por figuras de escaso relieve y sin ideología clara al ser de coalición, perdió su razón de ser y se disolvió el 19 de agosto, menos de dos semanas después de la caída de la república soviética.

## Caída de la república y lucha por el poder

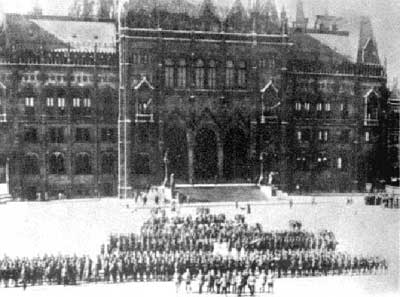
Tropas rumanas frente al Parlamento húngaro. Los ocupantes permitieron el derrocamiento del Gobierno socialista moderado surgido de la derrota del soviético. Las fuerzas de Szeged evitaron todo choque con los rumanos.

Tras la derrota del Gobierno comunista a manos del ejército rumano el 1 de agosto, la noticia alcanzó Szeged al día siguiente y el Ejército Nacional se puso en marcha para tratar de ocupar el vacío de poder, burlando el control de las tropas francesas, de cuya actitud los contrarrevolucionarios no estaban seguros.
Kun había cedido el poder a un Gobierno exclusivamente socialista, encabezado por Gyula Peidl y controlado por la tendencia sindicalista del partido. El objetivo de los contrarrevolucionarios era tomar la capital antes de que el nuevo Consejo de Ministros pudiera consolidarse. Los franceses permitieron finalmente el avance del Ejército Nacional, que marchó con unos dos mil quinientos hombres hacia la capital, que acabó ocupando primero el Ejército rumano, al que los contrarrevolucionarios no tenían intención de enfrentarse. Se limitaron a ocupar las regiones occidentales del país, donde se les unieron paulatinamente las desperdigadas unidades del antiguo ejército rojo, lo que aumentó notablemente su tamaño.
Sin el respaldo de los Aliados y sin controlar fuerza armada alguna, el Gobierno socialista cayó a los pocos días ante un golpe de mano de un grupo de contrarrevolucionarios de la capital, encabezados por el exministro de Mihály Károlyi István Friedrich, que proclamó inmediatamente regente al archiduque José de Habsburgo. El golpe contó con la neutralidad de las autoridades de ocupación rumanas y con la anuencia de británicos e italianos, aunque cogió por sorpresa a los franceses, que apoyaban al grupo de Szeged. El nuevo Gobierno de Friedrich se formó con burgueses y miembros de las profesiones liberales, sin contar con la nobleza.
Los golpistas no obtuvieron tampoco el reconocimiento de los Aliados como Gobierno legal; al no lograr el acuerdo con los socialistas que reclamaban las potencias occidentales, hubieron de enfrentarse a la hostilidad de estas y de los países vecinos por la presencia del archiduque y no consiguieron formar una fuerza armada leal de tamaño relevante por la hostilidad de los mandos rumanos. Friedrich tampoco logró tomar el control del Ejército Nacional, que seguía firmemente en manos de Horthy, al que se nombró comandante en jefe del Ejército, pero a quien no consiguió subordinar. Ante la presión, el archiduque tuvo que retirarse el 24 de agosto y Friedrich hubo de prometer elecciones con voto secreto y amplio censo a mediados de noviembre, por imposición de la Entente.

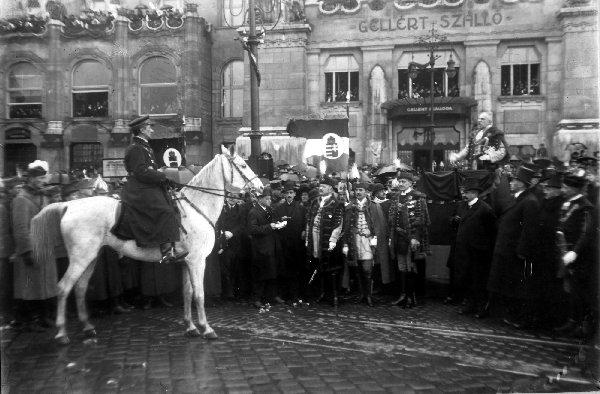
Horthy, a caballo, entrando en Budapest en noviembre de 1919, tras la evacuación de la ciudad por las unidades rumanas.

Políticamente, sin embargo, Friedrich sí que consiguió una victoria temporal frente al grupo de Szeged encabezado por Horthy: la creación de una potente formación política, el Partido Cristiano de Unidad Nacional (KNEP), que agrupó a prestigiosos políticos e incluyó a gran parte de los exiliados de Austria. Frente al poder militar de Horthy, que ocupaba las provincias occidentales y esperaba la retirada rumana para ocupar la capital y los territorios orientales, Friedrich opuso su nueva formación política de amplio apoyo entre las antiguas figuras de la política nacional.
Tras la retirada rumana en noviembre de 1919 —evacuaron Budapest el 14 y el 23 habían cruzado el Tisza—, la situación parecía favorecer a Friedrich tras la promesa de Horthy de subordinar sus tropas, que habían crecido notablemente, al Gobierno. Entre la caída de la república soviética en agosto y la entrada en la capital el 16 de noviembre, las provincias bajo control efectivo de Horthy vivieron un régimen de «terror blanco» —dirigido contra la población civil, desaparecida ya la república y sus fuerzas—. Horthy se comprometió a no continuar con la represión en la capital. A pesar de ello, siguieron los pogromos y se formaron tribunales especiales para condenar a comunistas y trabajadores. Las antiguas clases privilegiadas recuperaron el poder en el país ante la apatía general de la mayoría de la población. La persecución de opositores y judíos se intensificó tras la ocupación de la capital.
La presión de Horthy y sus partidarios hizo que Friedrich abandonase la presidencia del nuevo Gobierno de coalición, formado por insistencia de los Aliados, que albergaba incluso a socialistas y liberales, aunque estaba bajo el control abrumador del KNEP.
Este nuevo Gobierno, encabezado por un político sin apenas respaldo o prestigio, Károly Huszár, tenía como principal objetivo la celebración de elecciones, en las que ambas fracciones contrarrevolucionarias, la de Friedrich con apoyo de la antigua alta nobleza y la burguesía urbana, y la más radical en torno a Horthy, trataron de alcanzar el poder en el nuevo Parlamento. La atmósfera de intimidación hacia las formaciones progresistas condujo a los socialistas a decidir no presentar candidatos y la victoria de las formaciones conservadoras quedó sellada. Por otra parte, el nuevo Gobierno recibió una invitación de las potencias vencedoras el 1 de diciembre para enviar una delegación para recibir las condiciones del tratado de paz, que se le comunicaron a esta en París el 15 de enero de 1920.

## Elecciones a la asamblea y a la regencia
El moderado Partido de los Pequeños Propietarios, que había defendido la reforma agraria, se convirtió en un instrumento para la elección de Horthy y de sus partidarios primero al Parlamento y más tarde para la regencia, una vez que se descartó la restauración de los Habsburgo. La toma de control del partido comenzó con su unión con el conservador Partido Agrario, encabezado por el presidente de la OMGE, la asociación magiar de terratenientes. Gömbös y el hermano de Horthy, entre otras destacadas figuras partidarias del almirante, ingresaron en el partido. Este se derechizó y comenzó a mostrar su respaldo al exalmirante.

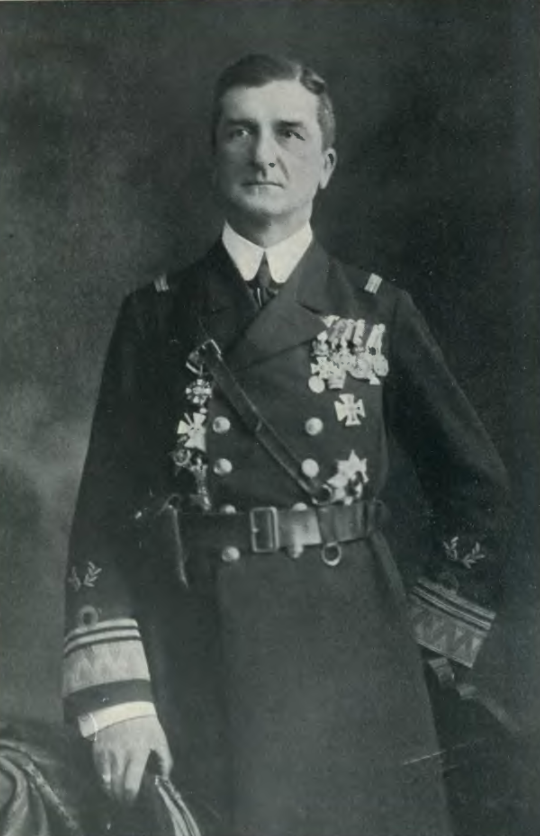
Miklós Horthy, antiguo almirante austrohúngaro y edecán del emperador, fue nombrado ministro de Defensa del Gobierno de Szeged y más tarde comandante en jefe del Ejército Nacional. Se apoyó en los elementos más extremistas para alcanzar el poder pero más tarde los abandonó y forjó una alianza con la nobleza y la alta burguesía; permaneció como regente hasta 1944.

A la vez, los partidarios de Horthy trataron de debilitar la oposición del KNEP, atrayendo a sus filas a algunos de sus miembros e intentando desprestigiar a otros, como el propio Friedrich, víctima de una campaña en su contra. Las sociedades secretas que comenzaron a destacar en esta época y tuvieron un papel notable en la política húngara de principios de la década de 1920 fueron las principales responsables de estas actividades.
Inseguros de su victoria sobre socialistas y liberales, los dos partidos de la derecha, en teoría rivales, trataron de alcanzar un acuerdo que asegurase su mayoría presentando candidatos únicos en algunos distritos, pero el acuerdo solo fue parcial. El hostigamiento a la campaña de los partidos liberales y socialistas hizo que estos finalmente renunciasen a participar en las elecciones y abandonasen el Gobierno de coalición (15 de enero de 1920). Con el control del Gobierno y de los cuerpos de seguridad del Estado, la victoria de los partidos de derecha quedó asegurada en las votaciones del 25 de enero y del 3 de febrero de 1920, en las que ambos obtuvieron una amplia mayoría. El Partido de los Pequeños Propietarios logró 79 escaños y el KNEP, 72 de un total de 164. En junio, los diputados de más allá del Tisza fueron elegidos, pero el equilibrio de poder no varió sustancialmente.
Aunque victoriosos, ambos partidos comenzaron a desintegrarse casi de inmediato. Tras las sucesivas reagrupaciones, en junio, de los 207 diputados, el de los Pequeños Propietarios controlaba solo 91 escaños, el KNEP, 59, y los Disidentes —una nueva fracción partidaria de Bethlen—, 19. La inestabilidad de los partidos se convirtió en crónica.

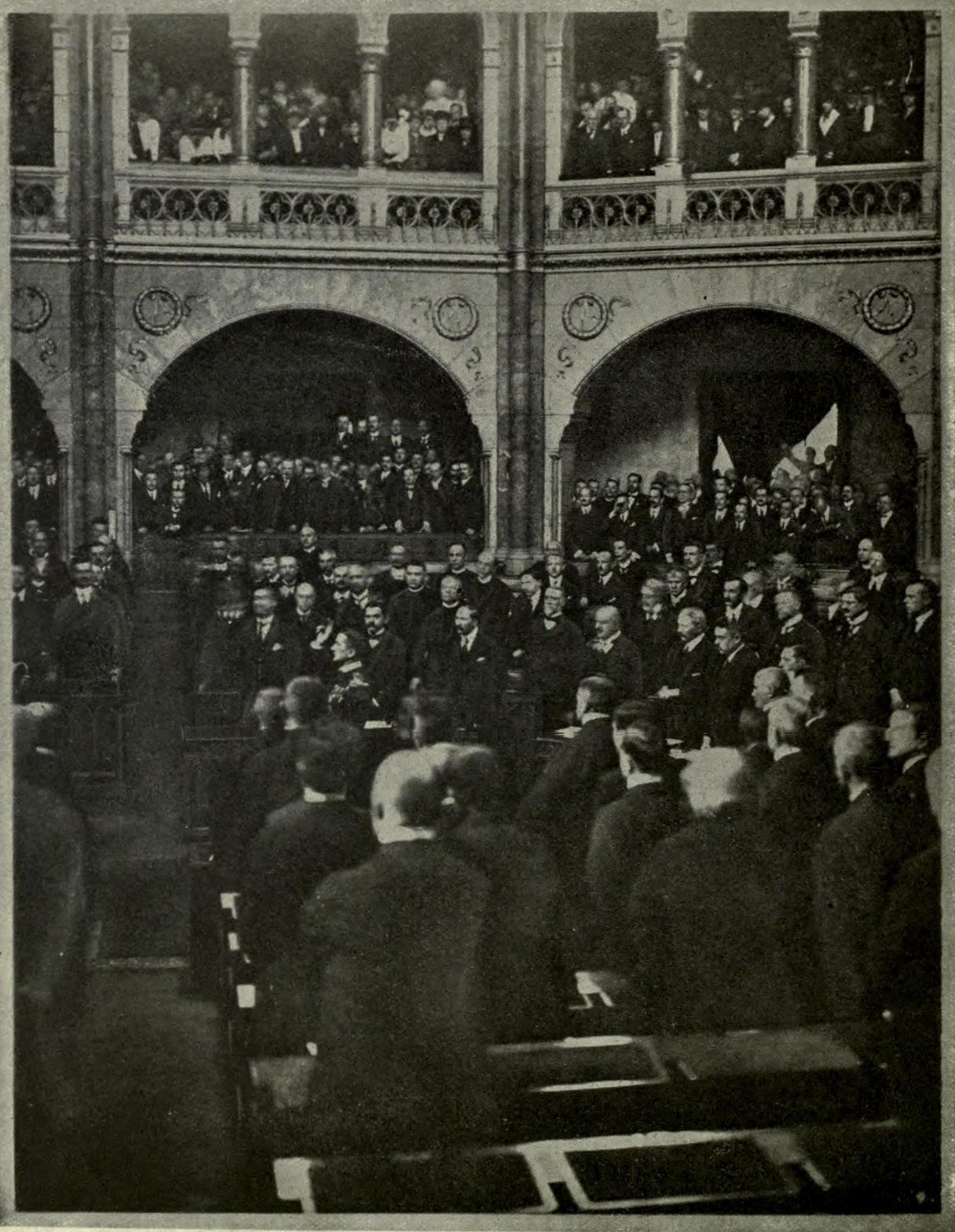
Juramento de Miklós Horthy como regente de Hungría, el.

Inmediatamente tras las elecciones, la primera tarea de la asamblea fue la elección del jefe del Estado y la aprobación de sus poderes. Los legitimistas defendían el regreso del rey Carlos I de Austria y IV de Hungría o, en su defecto, de su hijo Otón. Su tercera opción era el archiduque José. Estas opciones quedaron descartadas por la firme oposición de los países vecinos y de las grandes potencias. Como sustituto de los Habsburgo, los legitimistas respaldaron entonces la candidatura del conde Albert Apponyi, veterano político y al que creían dispuesto a ceder el poder a los Habsburgo si en un futuro la situación internacional se tornaba más favorable a ello.
La oposición de las potencias a la restauración de Carlos facilitó el camino a la regencia de Horthy, que de otra manera hubiera tenido que permitir el regreso del rey. Horthy comenzó a presionar al Gobierno, en el que los legitimistas eran mayoritarios, y a la asamblea, permitiendo la difusión de rumores que afirmaban su intención de dar un golpe de Estado si no era elegido como regente. Ante el temor de un golpe de Estado o de una guerra civil, Apponyi retiró su candidatura y, tras duros debates, los dos partidos de la derecha decidieron votar a favor de Horthy para ocupar el cargo. El primer ministro declaró a los que aún se oponían:

Entiendo su indignación, pero deben ser conscientes de que si mañana no eligen a Horthy como regente, disolverán la Asamblea Nacional por la fuerza.

Los opositores a Horthy trataron entonces de recortar los poderes de la regencia, pero el almirante insistió con éxito en mantener los privilegios de los reyes. El día de la elección, para asegurarse que sería nombrado para el cargo, Horthy envió a los destacamentos de Prónay y Ostenburg a sellar el Parlamento y escoltarlo a la asamblea. Así, la votación acabó con ciento treinta y un votos a su favor de ciento cuarenta y uno, votando únicamente siete representantes a la candidatura de Apponyi.

## Moderación y represión de las bandas terroristas
Los más radicales, sin embargo, quedaron pronto desilusionados con el regente, que poco a poco fue acercándose a sus antiguos adversarios y alejándose de los extremistas que le habían ayudado a alcanzar el puesto. Conservador convertido al radicalismo únicamente por las circunstancias del momento, era más favorable a un gobierno autoritario reaccionario que al nuevo modelo totalitario.
Tras la derrota de los dos intentos de los aristócratas legitimistas de lograr el regreso del rey en la primavera y el otoño de 1921, estos dieron paso a otras figuras más favorables al acuerdo. Por su parte, Horthy se convenció de la necesidad de eliminar a las bandas radicales terroristas que ya no le eran necesarias y dificultaban el acuerdo con la aristocracia y la gran burguesía. Uno a uno los destacamentos fueron disueltos y sus comandantes pasaron al olvido o a la oposición.
En junio de 1920, el grupo formado en torno a Bethlen y Teleki se alió con Horthy y el segundo fue nombrado primer ministro. Con su Gobierno comenzó el fin del periodo contrarrevolucionario y la vuelta a un modelo de gobierno más parecido al de antes de la guerra mundial. Desde mediados de 1920 y, en especial, a partir de noviembre, el Gobierno comenzó a reprimir las actividades de los paramilitares. En abril de 1921, Bethlen sustituyó a Teleki.
Puritano, estoico y flemático, culto, hábil y astuto político, todos menos los extremistas aceptaron a Bethlen. Los aristócratas le aceptaron como uno de ellos —salvo los legitimistas a ultranza— mientras que su moderación le permitió reconciliar a la alta burguesía, a menudo judía, con el régimen. Incluso logró alcanzar un acuerdo con los socialdemócratas que permitía sus actividades, muy restringidas, a cambio de grandes concesiones. Como refugiado —era transilvano— y uno de sus principales dirigentes, también los radicales le aceptaron temporalmente, confiando en que no aceptaría el Tratado de Trianon y trabajaría por la recuperación de los territorios cedidos a los países vecinos. Con la llegada al Gobierno de Bethlen comenzó el periodo de estabilización conservadora que marcó la década.